# Liga Santafesina de Football 1919
La Liga Santafesina de Football 1919 fue la decimotercera edición del torneo de primera división santafesino.
Participaron nueve equipos, siendo campeón el Club Atlético Unión. Aquel título local de 1919, fue su octava vez siendo campeón, desde su fundación en 1907.

## Tabla de posiciones
| Pos. | Equipo           | Pts. | PJ | PG | PE | PP | GF | GC | Dif. |
| ---- | ---------------- | ---- | -- | -- | -- | -- | -- | -- | ---- |
| 1.º  | Unión            | 28   | 16 | 13 | 2  | 1  | 0  | 0  | 0    |
| 2.º  | Central Santa Fe | 25   | 16 | 12 | 1  | 3  | 0  | 0  | 0    |
| 3.º  | Colón            | 22   | 15 | 10 | 2  | 3  | 0  | 0  | 0    |
| 4.º  | Sportman         | 17   | 15 | 8  | 1  | 6  | 0  | 0  | 0    |
| 5.º  | Talleres         | 13   | 16 | 6  | 1  | 9  | 0  | 0  | 0    |
| 6.º  | Saravia          | 11   | 16 | 3  | 5  | 8  | 0  | 0  | 0    |
| 7.º  | Brown            | 9    | 16 | 4  | 1  | 11 | 0  | 0  | 0    |
| 8.º  | 9 de Julio       | 9    | 16 | 4  | 1  | 11 | 0  | 0  | 0    |
| 9.º  | Bristol          | 8    | 16 | 2  | 4  | 10 | 0  | 0  | 0    |